# Elizabeth Albahaca
Elizabeth Albahaca (Caracas, Venezuela, 1937) es una actriz, directora y pedagoga de teatro venezolana. Perteneció a El Teatro Universitario de Caracas  (1958 -1965) dirigido por Nicolás Curiel, y al Teatr Laboratorium (1965-1980); grupo de teatro polaco dirigido por Jerzy Grotowski. Ha desarrollado su carrera como actriz y directora de teatro en Venezuela, Polonia, Canadá e Italia. 
Desde el año 1981 reside en Montreal, Canadá, junto con su esposo, Teo Spychalski, con quién forma parte de la agrupación Le Groupe de la Veillée.

## Biografía

### Primeros años
Elizabeth Albahaca nace en Caracas en 1937. Sus inclinaciones artísticas encuentran expresión inicialmente en la danza. El ballet clásico marca el comienzo de su formación.
A mediados de los años 50, ingresa en la Facultad de Ciencias de la Universidad Central de Venezuela e inicia sus estudios de química. Luego de ver el montaje Don Juan Tenorio dirigido por Nicolás Curiel, ingresa al Teatro Universitario de Caracas (T.U) sin tener experiencia previa como actriz.

### El Teatro Universitario
En 1958 ingresa formalmente al Teatro Universitario de Caracas, dirigido por Nicolás Curiel. Fue parte de la agrupación durante siete años (1958- 1965); en este período participó en 21 montajes. Durante su permanencia en el Teatro Universitario (TU), también se desempeñó como asistente de dirección del Teatro Universitario para niños. Junto al TU viaja a festivales de teatro en México, Estados Unidos y Austria (Viena).
En 1961, Nicolás Curiel organiza una gira a Francia con algunos de sus estudiantes del TU, concebida como una estancia de investigación y estudios sobre teatro; entre ellos se encontraba Elizabeth Albahaca. Durante la estadía en París, recibió clases de interpretación con Edmund Bauchamps; de mimo, danza e improvisación con Jacques Lecoq; de danza contemporánea con Winifred Winerer (alumna de Martha Graham).
A su regreso a Venezuela, además de continuar su trabajo con el Teatro Universitario de Caracas, formó parte de la Fundación de Danza Contemporánea, dirigida por Griska Holguin y Sonia Sanoja, desde 1962 a 1964.
En 1965 participa junto al TU en el Festival de Teatro de Nancy en París con el montaje Yo, Bertolt Brecht. 

### Segundo comienzo

#### Teatro Laboratorio
En el Festival de Teatro de Nancy (1965) Albahaca se encuentra, por primera vez, con las propuestas artísticas de Jerzy Grotowski. Asiste a una conferencia del director polaco en la cual este expone sus planteamientos sobre el teatro, particularmente en torno al El Teatro Pobre.
A partir de esta conferencia y tras presenciar una función de El Príncipe Constante,  Albahaca decide quedarse en Europa para estar en contacto con la agrupación polaca. En septiembre del año 1965 se une al Teatr Laboratorium (TL), en Wroclaw, Polonia, como becaria junto con otros estudiantes extranjeros, bajo la tutela de Jerzy Grotowski y miembros de la agrupación. La entrada al TL es considerada por Elizabeth Albahaca como su "Segundo comienzo".
Trabajó con el Teatr Laboratorium desde el año 1965, hasta el año 1980: año en que se disuelve del grupo.
Participó en el proyecto Ewangelie y en el montaje Apocalypsis cum Figuris (desde 1969 hasta 1972) en el cual alternó el papel de María Magdalena con la actriz Rena Mirecka. También participó en los trabajos parateatrales: Swieto (1973), Special Projects (1973-79), Drzewo Ludzi (1979).

### Trayectoria como pedagoga
Durante su estadía en el Teatro Laboratorio, después de medio año de prácticas con el grupo, durante un año, 1966-67, se ocupa de la enseñanza de la forma de los ejercicios del entrenamiento, a los nuevos participantes, o aprendices, bajo la supervisión de miembros del Teatro Laboratorio, como Ryszard Cieslak, Zygmunt Molik, Rena Mirecka y del propio Grotowski.
Tras su asociación con el Le Groupe de la Veillée Theatre Company en Montreal, funda, junto a Teo Spychalski, El estudio de formación de actores (Le Studio de formation de l'acteur). Igualmente, trabaja en la Universidad de Quebec en Montreal y Chicoutimi, en el Departamento de Teatro.
Ocasionalmente, también imparte clases de trabajo vocal en Francia (París), Brasil y Suiza. 

### Elizabeth Albahaca y el Centro de Creación Artística TET
Tras la disolución del Teatr Laboratorium, Albahaca junto a su esposo, Teo Spychalski, y su hijo, emigran de Polonia. En el año 1981 viajan a Venezuela y, a raíz de este viaje, Eduardo Gil, en ese momento director del Taller Experimental de Teatro (Centro de Creación Artística TET), se comunica con Albahaca y Spychalski, para organizar un conjunto de talleres para la agrupación y para público general. Así el TET ofrece dos talleres abiertos denominados Seminario de Técnicas para el Actor y Experiencia Vigilia en Movimiento. En paralelo, la agrupación inicia el aprendizaje de entrenamientos psicofísicos con Albahaca y Spychalski. Para este grupo, su trabajo con Elizabeth Albahaca es considerado uno de los pilares fundacionales por la visión del teatro y metodología de trabajo compartida con el grupo; les proporcionó una clarificación del proceso. De acuerdo con investigadores dentro del grupo, este primer contacto con ambos creadores es el inicio de una nueva etapa de trabajo con el texto dramático y en las metodologías de preparación actoral de miembros de la agrupación.
En el año 1988, la agrupación invita a Albahaca por segunda vez con el propósito de trabajar en la dirección de una versión teatral sobre el Tirano Aguirre, escrita por Luis Masci. Después de un mes de trabajo con el texto, Albahaca decide cambiarlo. Tras considerar distintas opciones de obras, se decide por consenso trabajar con obras de William Shakespeare, naciendo así lo que denominaron Proyecto Shakespeare. En este, Albahaca se ocupa, junto conFrancisco Salazar, de la dirección de La tragedia del Rey Ricardo III; montaje en el que participan Guillermo Díaz Yuma, Marco Villarrubia, Mónica Cárdenas, Haydée Faverola, María Fernanda Ferro, Carlos Sánchez Torrealba, Ludwig Pineda y Alma Blanco.
Con La tragedia del Rey Ricardo III, el grupo TET fue merecedor de un reconocimiento por el ministro de Cultura del momento, José Antonio Abreu, quien le concede a la agrupación la regencia del Teatro Luis Peraza.
Durante un lapso intermitente de quince años, Albahaca dirige y trabaja con el TET en nueve montajes.

## Premios y reconocimientos
- Premio Municipal de Teatro 1994 - Mejor dirección, por El sueño de la razón produce monstruos.[9]

- Premio Municipal de Teatro 2001 - Mejor director, por El Rey se muere .[9]

## Obras

### Como intérprete

#### Teatro Universitario de Caracas
| Año  | Obra | Autor | Director                                                                     |
| ---- | --- | --- | ---------------------------------------------------------------------------- |
| 1958 | Los Miserables El Día de Antero Alban Llanto por Ignacio Sánchez Mejías                                                                                         | Victor Hugo, adaptación de Paul Achard. Arturo Uslar Pietri. Federico García Lorca.                                                     | Nicolás Curiel                                                               |
| 1959 | Leyenda de Amor (1959-62) Noche de Reyes El Espantapájaros (1959-62) Los Compadres Apaleados Polichinela enamorado La Comisión (1959-62) Los Dos Pollos Cebados | Nazim Hikmet. William Shakespeare. Aquiles Nazoa. (Autor anónimo - siglo XV). Selio Tanzini. León Felipe. (Autor anónimo - siglo XIII). | Nicolás Curiel                                                               |
| 1960 | Pozo Negro El Sombrero de Paja de Italia | Albert Maltz. Eugene Labiche. | Nicolás Curiel                                                               |
| 1962 | Oratorio para solistas, sobre un tema con variaciones. | | Nicolás Curiel                                                               |

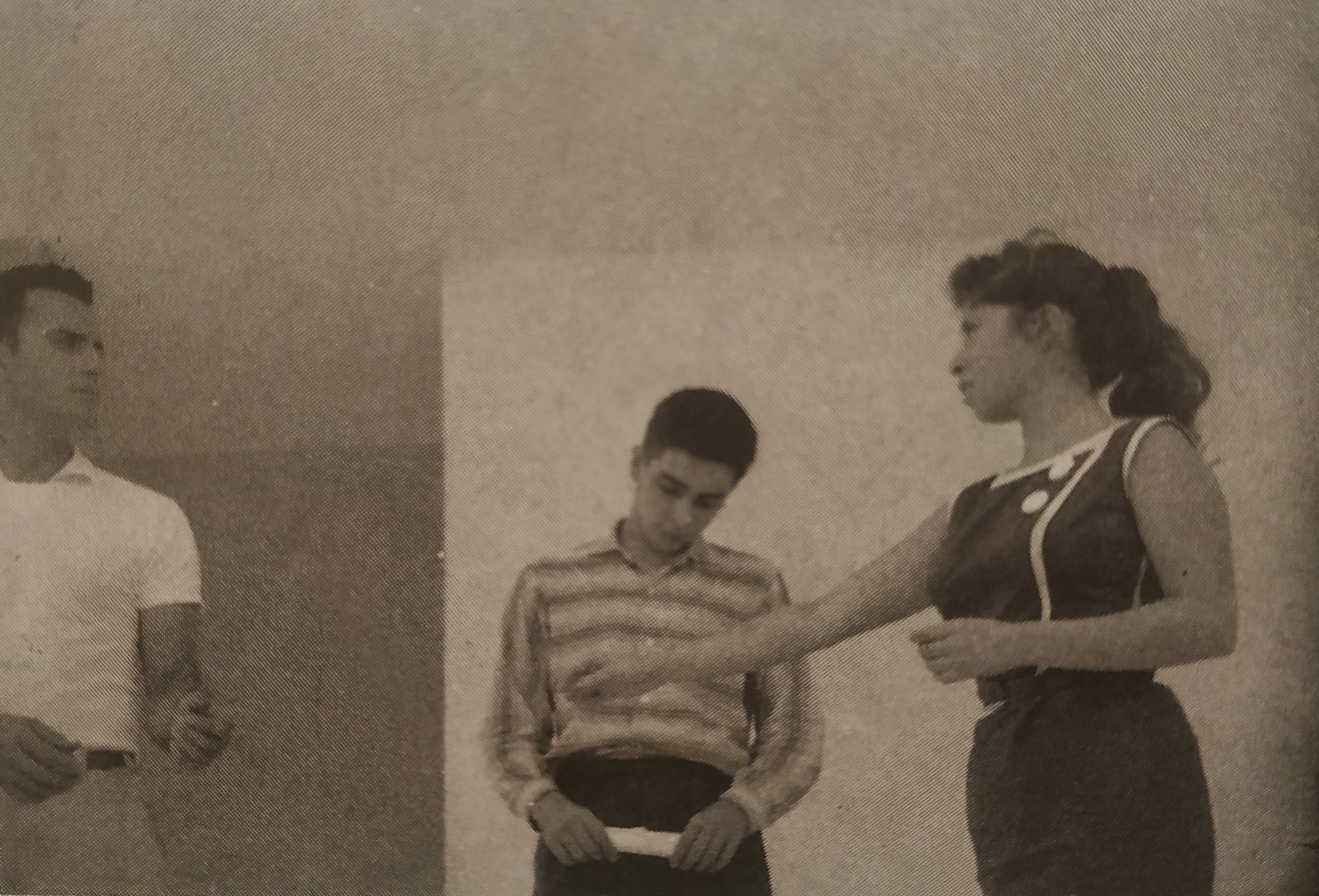
Elizabeth Albahaca en ensayo de "Pozo Negro".

| 1963 | Yo, Bertolt Brecht Arlequín servidor de Dos Patrones | Textos de Bertolt Brecht, y música de Kurt Weill. Carlo Goldoni.                                                                        | Nicolás Curiel Nicolás Curiel (Arreglos coreográficos de Elizabeth Albahaca) |
| 1964 | Las Fenicias La Celestina | Eurípides. Fernando de Rojas. | Nicolás Curiel                                                               |

#### Teatr Laboratorium
| Año     | Obra                                 | Autor                                                                                                  | Director                          |
| ------- | ------------------------------------ | --- | --------------------------------- |
| 1969    | Apocalypsis cum Figuris              | Jerzy Grotowski                                                                                        | Jerzy Grotowski                   |
| 1970-75 | Proyecto Święto                      | |                                   |
| 1973-76 | Special Projects (Proyecto especial) | | Ryszard Cieślak y Jerzy Grotowski |
| 1979    | Drzewo Ludzi (El Árbol de personas)  | el proyecto final del grupo Laboratorio de Teatro perteneciente (descrito como un 'trabajo de flujo'). | Miembros del grupo                |

| Año  | Obra                  | Autor                                                                    | Director                                                 |
| ---- | --------------------- | ------------------------------------------------------------------------ | -------------------------------------------------------- |
| 1980 | Oni                   | Stanisław Ignacy Witkiewicz                                              | Giovanni Pampiglione                                     |
| 1984 | Zeitnot (serve tempo) | Inspirado en “Último Sello” de Ingmar Bergman, texto de Fernando Taviani | Roberto Bacci                                            |
| 1988 | Medea                 | Eurípides                                                                | Dario Marconcini                                         |
| 1991 | Retorno al hogar      | Harold Pinter                                                            | Gregory Hlade (actor de la compañía de Anatoly Vasiliev) |
| 1992 | América               | Franz Kafka                                                              | Gregory Hlade                                            |

### Como directora
| Año  | Obra                                                               | Autor                                                      | País      |
| ---- | ------------------------------------------------------------------ | ---------------------------------------------------------- | --------- |
| 1988 | La tragedia de Ricardo III (codirección junto a Francisco Salazar) | William Shakespeare                                        | Venezuela |
| 1991 | Ferdydurke                                                         | Witold Gombrowicz.                                         | Venezuela |
| 1993 | El sueño de la razón produce monstruos, basado en el El proceso    | Franz Kafka, versión teatral de Elizabeth Albahaca         | Venezuela |
| 1994 | Demonios                                                           | Fiódor Dostoyevski, versión teatral de Elizabeth Albahaca. | Venezuela |
| 1996 | Señorita Julia                                                     | August Strindberg                                          | Venezuela |
| 1997 | Esperando a Godot                                                  | Samuel Beckett.                                            | Venezuela |
| 1997 | El proceso, basado en El proceso                                   | Franz Kafka, versión teatral de Elizabeth Albahaca         | Canadá    |
| 1999 | El proceso, basado en El proceso                                   | Franz Kafka, versión teatral de Elizabeth Albahaca         | Venezuela |
| 2001 | El Rey se muere                                                    | Eugène Ionesco                                             | Venezuela |
| 2003 | La improvisación del alma                                          | Eugène Ionesco                                             | Canadá    |
| 2005 | La noche de Molly Bloom                                            | José Sanchis Sinisterra                                    | Venezuela |